# Pelym (rivier)
De Pelym (Russisch: Пелым) of Bolsjoj Pelym (Russisch: Большой Пелым; "Grote Pelym") is een rivier in het noorden van de Russische oblast Sverdlovsk. De rivier heeft haar oorsprong op de oostelijke hellingen van de Noordelijke Oeral en stroomt vandaar uit naar het oosten verder over het West-Siberisch Laagland. In de benedenloop stroomt de rivier door het meer Pelymski Toeman. De rivier wordt vooral gevoed door sneeuw. De rivier is gewoonlijk bevroren van oktober tot april. Rondom de rivier groeit veel bos.
Aan de rivier liggen de plaatsen en gehuchten Verchni Pelym, Pelym (stedelijk district Ivdel), Jermino en Pelym (gemeentelijk district Garinski). Bij de laatste stroomt de rivier in de Tavda. De rivier is bevaarbaar tot 245 kilometer van haar monding in deze rivier.

## Zijrivieren
De belangrijkste zijrivieren zijn (vanaf de bron) de Achtasympoloem, Kakvja, Vornik, Janyg-Choelptoersos, Nosyrja, Taltja, Ljamja, Sjtsjosjtsja, Soimja, Chovtja, Anjanja, Talym, Atymja, Erja, Nerlja, Janyja, Bolsjoj O-oes (met de Ojpa), Kotylja, Tachtymja, Ko-oemtja, Bolsjaja Boltja, Kylma (hierna volgen het Votlinskojemeer (waarin de zijrivier de Votpa stroomt), Chlebnojemeer, Bolsjelesenskojemeer, Sjoeljatinskojemeer, Begoenovskojemeer en de Pelymski Toeman (met de zijrivieren Jelmys en de parallelrivier van de Pelym: de Maly Pelym), Pochmanka/Achi/Koelma, Letnjaja en Kondinka. Iets voor de instroom van de Kondinka stroomt de Maly Pelym weer in de Pelym.